# Kaijū

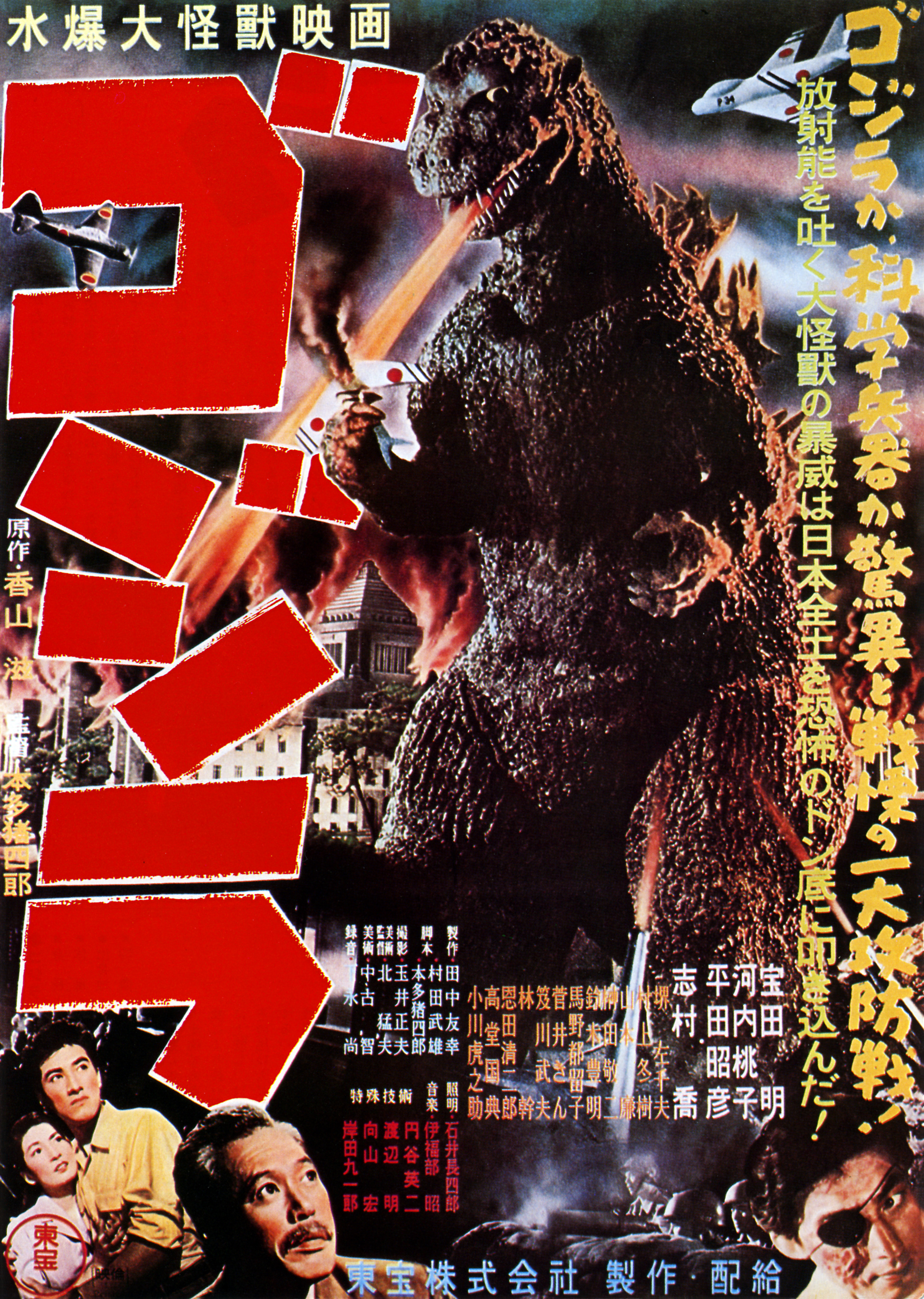
En la película Godzilla (1954) aparece el kaiju más famoso, Godzilla.

Kaiju (怪獣 kaijū?) es una palabra japonesa que quiere decir 'bestia extraña' o 'bestia gigante', pero es generalmente traducido al español como 'monstruo'. Específicamente, esta palabra es usada para referirse a las gigantescas criaturas que atacan o protegen al mundo o la humanidad en el género tokusatsu (cine de acción con profusión de efectos especiales), y que son mayoritariamente originarias de Asia. Actualmente este término engloba al Kaiju-eiga (怪獣映画 kaijū eiga?, películas de monstruos), películas de kaiju, kaijin (referidos a monstruos humanoides) y Daikaiju (大怪獣 daikaijū?). La paternidad del género cinematográfico kaiju, como subgénero de ciencia ficción, se atribuye a Eiji Tsuburaya e Ishirō Honda, autores de la película Godzilla (1954). El kaiju más famoso es Godzilla; otros kaiju conocidos son Mothra, Anguirus, Rodan, Gamera o King Ghidorah, así como King Kong cuando aparece en producciones realizadas por las compañías Tōhō.

## Origen
La palabra japonesa kaijū originalmente se refería a monstruos y criaturas de antiguas leyendas japonesas; apareciendo el término en el texto clásico chino Clásico de las montañas y los mares, siendo usado posteriormente el término por los japoneses, si bien no necesariamente referido al mismo tipo de monstruos con los que se emplearía llegado ya el siglo XX. No obstante, en el folklore y mitología japoneses existían ya ejemplos de megafauna (Yamata-no-Orochi y otros dragones japoneses) que sí podrían considerarse kaiju conforme al entendimiento actual.
Para rastrear el inicio del género kaiju, hay que comenzar remontándose a la década de 1890, durante el periodo de apertura de la era Meiji, cuando las obras de Julio Verne alcanzaron un gran éxito en Japón. Entre dichas obras se encontraban Veinte Mil Leguas de Viaje Submarino (1870) y Viaje al Centro de la Tierra (1864), en las cuales ya se apreciaban varios de los elementos que acabarían integrando el género kaiju (críptidos gigantes que atacan a los humanos, dinosaurios y otros seres gigantes que han sobrevivido hasta nuestros días, ya sea en el fondo del mar o en el centro de la tierra, etc.).
Llegado el año 1908, el también autor francés Georges M. Dupuy publica un libro sobre el avistamiento de un Ceratosaurus (El monstruo de Patridge Creek), y para referirse a él comienza ya en Japón un empleo más similar al actual del término kaiju.

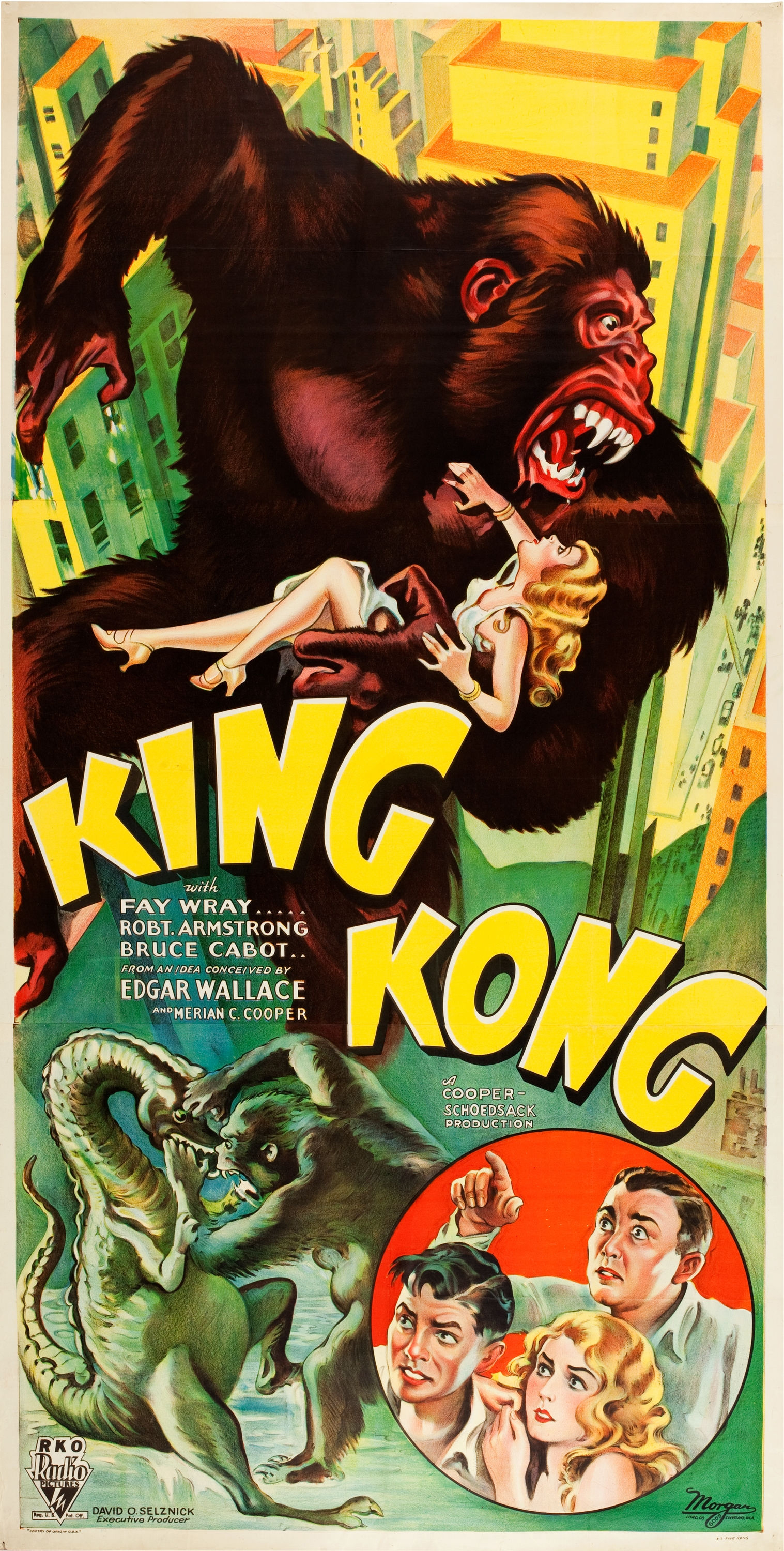
Cartel del debut cinematográfico de King Kong en 1933.

En 1912, Arthur Conan Doyle publica El Mundo Perdido, novela que serviría de base para la película del mismo título estrenada en 1925, que nuevamente recuperaba la idea de dinosaurios supervivientes interactuando con humanos modernos. El responsable de efectos especiales de esta película, William H. O'Brien, dado el éxito de la película, decidiría emprender cotas mayores en la misma línea, y se encargaría de animar la película de 1933 King Kong. Esta película sobre un mono gigante aterrorizando una ciudad a su paso sería uno de los dos pilares que alumbrarían el género kaiju unos años más tarde.
Antes de ocuparnos del segundo, para el que habría que esperar a 1953, conviene destacar otros dos precedentes de cine de animación, aunque tuvieran una repercusión menos directa. El primero, un episodio de Dreams of a Rarebit Fiend, de Winsor McCay, titulado The Pet (1921), en el que un monstruo va creciendo de tamaño mientras devora una ciudad, hasta que es abatido por la fuerza aérea. El segundo precedente de animación es una aventura de Superman de los estudios Fleischer, titulada The Arctic Giant (1942), en el que el superhéroe se enfrenta a un dinosaurio que está destruyendo la ciudad de Metrópolis. También reseñable, por ser el primer precedente cinematográfico japonés, es la película perdida de Yoshirō Edamasa de 1934, La Llegada del Gran Buda, en la que una estatua gigante cobra vida y se pasea por varias ciudades. Por último, cabe mencionar que ha sido apuntada una evidente similitud entre los Mitos de Cthulhu de H. P. Lovecraft, que comenzaron a ser publicados en 1921, y el género kaiju, pero en este caso no existen indicios de que dicha influencia pudiera realmente producirse en su origen, y sólo habría influenciado películas recientes como Pacific Rim.

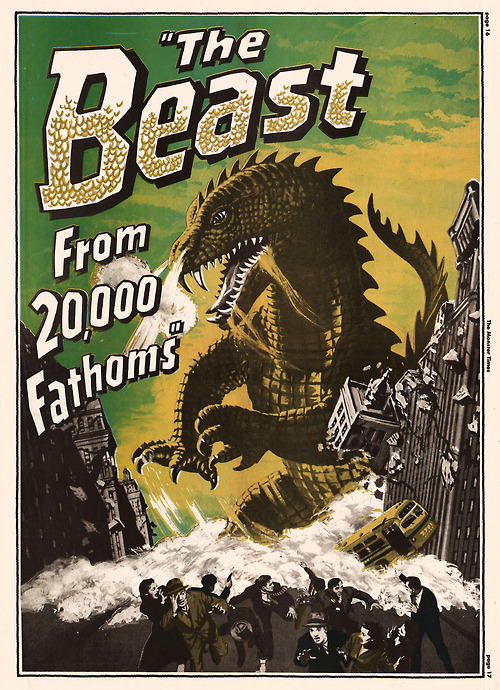
Cartel de la película El Monstruo de los Tiempos Remotos en 1953.

En 1951, Ray Bradbury publica su relato corto La Sirena, en el que un monstruo gigante reptiliano emerge de las profundidades del océano y destruye un faro. Esta historia inspiraría la película de 1953 El Monstruo de los Tiempos Remotos de Eugène Lourié, cuyo guion añade un importante detalle: el monstruo habría despertado debido a unas pruebas con energía nuclear.
Tomoyuki Tanaka, productor de los estudios Toho de Tokio, era un apasionado de la película King Kong de 1933 y quedó maravillado por La Bestia de Tiempos Remotos, de modo que quiso producir una película propia que aunara lo mejor de esas dos, reflejando a la vez el temor nuclear del pueblo japonés tras la Segunda Guerra Mundial y el incidente del Daigo Fukuryū Maru de 1954. De este modo, fue estrenada ese mismo año 1954 Godzilla, dirigida por Ishirō Honda (quien se convertiría en el director de referencia del género kaiju), alcanzando un gran éxito comercial y estableciendo las bases de lo que serían las películas de kaiju y los propios kaiju, cuyo paradigma sería el propio monstruo Godzilla.

La tortuga voladora Gamera en el cartel de su debut, El mundo bajo el terror de 1965.

A la vista de ese éxito, los estudios Toho comenzaron a producir más películas de kaiju, enfrentando a Godzilla contra otros monstruos, en ocasiones aliándose con algunos, adquiriendo los derechos de King Kong (y enfrentándolo contra Godzilla) y creando muchísimos otros, siendo los más conocidos Mothra, Rodan (estos dos tuvieron el honor de ser protagonistas de sus propias películas, sin presencia de Godzilla), Anguirus (recordado por ser el primer rival de Godzilla ), King Gidorah o Mechagodzilla (estos dos últimos, como nemesis más relevantes y recurrentes de Godzilla). Aunque la pléyade de monstruos de Toho es sin duda la más popular, otros estudios decidieron imitarles y crear sus propios kaiju, destacando la serie del kaiju Gamera de los estudios Daiei, inaugurada en 1965 con su primera película, dirigida por Noriaki Yuasa.
A partir de ahí, el subgénero kaiju fue extendiéndose a otros países, pudiendo citarse desde Pulgasari (1985) en Corea del Norte (elaborada con cierta colaboración de los estudios Toho) a Parque Jurásico (1993) en Occidente (habiendo reconocido Steven Spielberg que se inspiró en Godzilla); permeando ininterrumpidamente la cultura popular (desde las múltiples referencias en Los Simpson hasta la indudable influencia para la génesis de la conocida franquicia Pokémon, entre otros ejemplos).

## Concepto
Si bien el término kaiju se utiliza en Oriente para describir los monstruos de tokusatsu y folclore japonés, monstruos como vampiros, hombres lobo, monstruos de Frankenstein, momias, zombis y muchas otras entidades de la mitología occidental se encuentran en esta categoría desde la perspectiva japonesa siempre y cuando cumplan con el requisito de ser seres gigantes (como ha sido el caso del propio monstruo de Frankenstein); si su tamaño es aproximado a la escala humana se les designa genéricamente con el término Bakemono (化け物?).
Algo importante es no confundir a los kaiju con los mecha, robots gigantes utilizados para combatir ya sea favor o en contra del bien (véase Mazinger Z), aunque por lo general se puede observar una mezcla de ambos conceptos en programas como los Super Sentai o su versión occidental Power Rangers, en donde mecha y kaiju se enfrentan entre ellos. Normalmente, y aunque muchos kaiju tienen su origen en tanto que experimentos científicos, si la naturaleza de un ser gigante es puramente tecnológica, mecánica o robótica se cataloga como mecha y no como kaiju (salvo contadas excepciones muy particulares como Mechagodzilla, quien por lo demás en sus diversas encarnaciones es mayoritariamente un ente más cercano a un cyborg que a un robot).
En cuanto al género, también es importante diferenciar el cine estrictamente de kaiju del subgénero Kyodai Hero ("héroe gigante") al que pertenecen importantes franquicias como la de Ultraman, a pesar de que en dicho subgénero también puedan aparecer kaiju (en el caso de la mentada franquicia, Red King).
Durante las primeras épocas de cine tokusatsu, los kaiju adoptaron muchos rasgos de monstruos clásicos, como "criaturas incomprendidas". El mejor ejemplo de esto es Godzilla, quien inicia su existencia como una bestia mutada que ataca a los humanos para posteriormente, a lo largo de la saga, convertirse en un héroe que los protege de otros kaiju y amenazas varias y finalmente evoluciona a un personaje más cercano al concepto del antihéroe, ya que a la vez que los humanos dependen de su protección, deben lidiar con el peligro que representa y el odio que demuestra hacia la raza humana, aunque invariablemente acabe protegiéndolos. Otros kaiju clásicos adoptarían comportamientos incluso puramente heroicos para con la raza humana, como Gamera. Sin embargo, con la evolución de otros subgéneros cinematográficos y la introducción de héroes humanos capaces de enfrentarse a los kaiju, ya fuera pilotando mecha o adoptando formas gigantes, los kaiju pasaron también a ser representados estando al servicio de un mal mayor, como guerreros de élite que sirven como la mano derecha de un mayor villano y, en última instancia, son destruidos por las fuerzas heroicas.

## Kaijus más conocidos
Lista de kaijus
- Godzilla
- Rodan
- Mothra
- Gamera
- Anguirus
- King Ghidorah
- King Kong
- Megalon
- Battra
- Destoroyah
- Ebirah
- Gorozaurusu
- Gyaos
- Hedorah
- Kamacuras
- Kumonga
- Manda
- Mechagodzilla
- Megaguirus
- Meganulon
- Ōkondoru
- Oodako
- Orga
- Red King